# 天才刑事・野呂盆六
『天才刑事・野呂盆六』（てんさいけいじ・のろぼんろく）は、2007年から2015年までテレビ朝日系「土曜ワイド劇場」で放送された刑事ドラマシリーズ。全10回。制作はABCと松竹。主演は橋爪功。

## キャスト

### 主人公
野呂盆六
演 - 橋爪功
警視庁捜査一課の刑事。階級は警部補。ヘンテコな方言を使いながら卓越した推理力で事件を解決する。謎解きの際は訛りがなくなる。聞き込みの際はボイスレコーダーを使用する。
大当瓶五という双子の兄がいる。

### ゲスト
第1作「〜スワンの涙〜警視庁のコロンボ VS 美人編集者 私の人生を返して！悲しき女の完全犯罪！鉄壁のアリバイ工作をどう崩すのか!?」（2007年）
- 白鳥和沙（自由文芸社 編集者・通称「スワン」） - 床嶋佳子
- 早川小鈴（自由文芸社 編集者・浦上の愛人） - 馬渕英俚可
- 浦上信也（自由文芸社 編集長・克代の夫・婿養子） - 佐戸井けん太
- 山南（京都府警察 刑事） - 朝倉伸二
- 鷹ノ森克代（自由文芸社 オーナー社長） - 春やすこ
- 影山（私立探偵） - 廣田行生
- 拳銃の売人 - 関貴昭
- 藤堂（京都府警察 刑事） - 和田哲也
- 雑誌記者 - 小久保丈二、大窪晶、鈴木健介
- 京都府警科学捜査研究所の研究員 - 上瀧昇一郎
- 楢生のサイン会の関係者 - 田村ツトム
- 自由文芸社 秘書 - 芦田由夏
- 楢生はな（楢生の母） - 馬渕晴子
- 楢生のサイン会の関係者 - 加藤正記
- 自宅の玄関前を箒で掃いている主人 - 池田勝志
- レストランのトイレから出てきた女性 - 杉山陽子
- 田中キク江（楢生家の家政婦） - 立石凉子
- 阿武隈寅三（京都府警察 警部） - 菅田俊
- 楢生鴻介（推理作家） - 中村敦夫

第2作「〜母という名の罠〜大逆転！嘘か真実か？盆六最大の難事件！女優殺人！残雪の飛騨高山に響く悲しき女の叫び」（2008年）
- 朝霧早矢子（女優・小兎子の実母） - 田中美里
- 明地（岐阜県飛騨高山警察署刑事課 刑事） - 松澤一之
- 津々見俊介（民宿「ゐなか家」の客・歴史学者） - 西田健
- 田辺きよ美（民宿「ゐなか家」従業員） - 広岡由里子
- 木下（岐阜県飛騨高山警察署刑事課 刑事） - 津村知与支
- 水沢さやか（民宿「ゐなか家」の客・会社員） - 霧島れいか
- 浜田小兎子（吟子の娘・早矢子の実子・気管支喘息） - 野田琴乃
- 前田（岐阜県飛騨高山警察署刑事課 刑事） - 福本真之
- 岐阜県飛騨高山警察署刑事課 刑事 - 加藤正記、工藤和馬
- 鍋島善七（民宿「ゐなか家」の客） - 東康平
- 岐阜県飛騨高山警察署 婦人警官 - 江藤亜耶
- 高山観光ホテル 社長 - 住吉人
- ヒロシ（警官） - ヒロシ（本人役）
- テル（警官） - テル（本人役）
- 桾原双葉（民宿「ゐなか家」の客・桾原モータース 社長夫人） - 角替和枝
- 尾田（岐阜県飛騨高山警察署刑事課 警部） - 嶋田久作
- 浜田吟子（民宿「ゐなか家」女将・早矢子の叔母・小兎子の義母） - かとうかず子

第3作「〜復讐の天使〜百万ドルの夜景から届いた悪魔の連続殺人予告！天才vs美しく悲しき女刑事！12年前の秘密！」（2009年）
- 望月伊波（兵庫県警察 警部） - 中山忍
- 佐倉和保（伊波の双子の姉・占い師） - 中山忍（二役）
- 乾志郎（兵庫県警察 刑事） - 阿南健治
- 木島庄太（兵庫県警察 刑事） - 増沢望
- 申橋ルミ子（兵庫県警察 刑事） - ぼくもとさきこ
- 三苑慧子（高庫の秘書） - 今村雅美
- 桂野志津（高庫家別邸の家政婦） - 栗田よう子
- 宮下（刑事） - 山口眞司
- 川辺（刑事） - 端木健太郎
- 角田（巡査） - 中川晴樹
- 大山（巡査） - 土佐和成
- 高松（刑事） - 石田剛太
- 占い師 - 白浜千鶴子
- 谷（巡査） - ドヰタイジ
- 井本（巡査） - 浜口望海
- 吉川（刑事） - 晝田英治
- 東（刑事） - 吉原伸一
- 巡査 - 槙山広樹、池田章宜
- 神蒸竜次（神蒸警備保障 社長・高庫の友人） - 西川忠志
- 高庫肇（スポーツ評論家） - デビット伊東
- 西嶋虹介（兵庫県警察 警視・高庫の友人） - 野村宏伸

第4作「「わが子よ…」救急病院の惨劇！美人外科医の悲しき完全犯罪！女の戦いで流れる熱い涙と復讐の矢！」（2009年）
- 火ノ宮炎香（聖カトリーヌ病院 外科医・尾田中の愛人） - 国生さゆり
- 春日きく乃（聖カトリーヌ病院 看護師長） - 山下容莉枝
- 片車（京都府警察 刑事） - ヒロシ
- 黄田門次郎（京都府警察 警部） - 井之上隆志
- 夏目圭子（聖カトリーヌ病院 看護師） - 水町レイコ
- 角井（京都府警察 刑事） - 春海四方
- 助川（京都府警察 刑事） - 渡辺穣
- 聖カトリーヌ病院 看護師 - 内田もも香
- 京都府警察 刑事 - 薬丸夏子
- 聖カトリーヌ病院 看護師 - 宇谷玲
- 聖カトリーヌ病院 受付嬢 - 坂本真衣、永田沙紀
- 山田草太（尾田中と霙の息子・施設「みどりの家」園児） - 山川卓也
- ミホの父親 - 佐渡山順久
- 尾田中渓子（尾田中の後妻） - 宮嶋麻衣
- 山田みどり（施設「みどりの家」園長） - 平淑恵
- 尾田中玄以（聖カトリーヌ病院 院長） - 国広富之
- 氷見川霙（聖カトリーヌ病院 外科医・8年前まで尾田中の恋人） - 木の実ナナ

第5作「〜いい死旅立ち〜富山・宇奈月温泉復讐殺人！難病の娘と父を奪った男を殺せ！哀しき美女の挑戦状」（2010年）
- 田渕三美子（セレネ美術館 学芸員） - 遠山景織子
- 千鳥夏生（鉄道マニア） - さくら
- 高柳小春（国際観光旅館「サン柳亭」女将） - 山口美也子
- 小森信世（セレネ美術館 事務長） - 宍戸美和公
- 赤井（富山県警宇奈月東警察署 刑事） - 小川信行
- 青田（富山県警宇奈月東警察署 刑事） - 石原由宇
- 草間（鉄道マニア） - 篠田光亮
- 山中（鉄道マニア） - 栩原楽人
- リサ（鉄道マニア） - 吉田久美
- かす美（鉄道マニア） - 東加奈子
- 滝本文雄（鍋島の従兄弟・5年前死亡） - 森下じんせい
- 栂野茂美（滝本の婚約者・信世の幼馴染・5年前死亡） - 三谷恭子
- 久間木広介（三美子の婚約者・5年前死亡） - 山地健仁
- 温水健司（小春の弟・セレネ美術館 元学芸員・5年前死亡） - 山田かつろう
- 坪田里子（夏生の姉・5年前死亡） - 多田実喜
- フジコ（セレネ美術館 受付） - 小浦愛
- 三笠五郎（画家・5年前死亡） - 黒部進
- 鍋島道三（富山県警宇奈月東警察署 警部） - 中原丈雄
- 土橋大造（セレネ美術館 館長） - 名高達男
- 伊岳綾見（画家・三笠の娘） - とよた真帆

第6作「哀しみ館の惨劇！殺しを見られた深窓令嬢に迫る姿なき脅迫者 青のトラウマの恐怖！千羽鶴に隠された美人母子の秘密」（2011年）
- 六華冴穂（六華家の長女・六華家4代目） - 清水美沙
- 六華此糸（六華家の次女） - 国分佐智子
- 六華彩菜（六華家の三女・女子大生） - 垣内彩未（幼児期：坂口苺）
- 浅貝琴女（洋館「六華苑」事務長） - 北原佐和子
- 出川栄（六華家の家政婦） - 川俣しのぶ
- 刈谷（三重県警桑名警察署 刑事） - 石井英明
- 神部（三重県警桑名警察署 刑事） - 細越みちこ
- 三重県警桑名警察署 刑事 - 大石昭弘
- 浅貝咲良（琴女の娘・洋館「六華苑」アルバイト） - 藤原希
- 石庫都紀（源三の娘・洋館「六華苑」事務員） - 須田琴子
- 看護師 - 山口あゆみ
- 山ノ部浩介（六華家の顧問弁護士） - 鶴田忍
- 石庫源三（六華家の庭師） - 渡辺哲
- 田能上七郎（三重県警桑名警察署 刑事） - 三浦浩一
- 六華蒼生（三姉妹の母・認知症） - 山本陽子

第7作「〜美しき母の伝説〜ハイヒール連続殺人！雨の京都に忍び寄る謎の絞殺魔!? 35年前の怪事件に潜む驚愕の真実 美人プロファイラーVS盆六！」（2013年）
- 楢井伸至（斗馬子の患者） - 波岡一喜（幼少期：野澤柊）
- 岳見笙子（フリーライター・斗馬子のアシスタント） - 遊井亮子
- 田久保則夫（京都府警察 刑事） - 渡辺穣
- 品川（京都府警察 刑事） - 原田大輔
- 白井（京都府警察 刑事） - 小林親弘
- 町田明美（ホステス・第一のハイヒール殺人の被害者） - 坂本真衣
- 須本ひろ子（風俗嬢・第二のハイヒール殺人の被害者） - 今村幸代
- 谷口千恵（会社員・第三のハイヒール殺人の被害者） - 緒方ちか
- 熊堂林造（斗馬子の父・詩京の内縁の夫・故人） - 髙木章
- 詩京の夫 - 恒松勇輝
- 朝生詩京（斗馬子の母・元教育評論家・一昨年8月死亡） - 赤座美代子（若き日：高橋瑞佳）
- アニキ（養護老人ホーム「希望の丘」管理人） - 伊吹吾郎
- 勝間吾郎（京都府警察 刑事） - 小木茂光
- 朝生斗馬子（京都府警嘱託プロファイラー・朝生斗馬子クリニック 院長） - 萬田久子（少女期：加藤七海）

第8作「〜見知らぬ他人〜悪女の完全犯罪！復讐殺人に潜む黒ネコの亡霊!? 犯行時刻に仕組まれたアリバイトリックの謎 空白の32分間に隠された裏切りの策略」（2013年）
- 川島可子（女優） - 大河内奈々子
- 柊夕時（ロックシンガー） - ダイアモンド☆ユカイ
- 三浦（京都府警京都西警察署 刑事） - 小須田康人
- パソ子（丸賀フォトスタジオ アルバイト） - 寺島咲
- 東見のアシスタント - 柊瑠美
- 宇崎（京都府警京都西警察署 刑事） - 渡辺穣
- 九条あや（丸賀のマネージャー） - 未沙のえる
- 浪速豪三（可子の夫・不動産王） - 伊藤えん魔
- 東見のアシスタント - 岡野真也
- 白石（京都府警京都西警察署 刑事） - 久保山知洋
- 島田（京都府警京都西警察署 刑事） - 石原由宇
- 撮影隊スタッフ（死体の第一発見者） - 中川晴樹
- 青木（浪速の秘書） - 美藤吉彦
- 刑事 - 白井良次
- 鑑識 - 桑原良二
- ホテルスタッフ - 大石昭弘
- 撮影隊スタッフ（死体の第一発見者） - 野上マヤ
- 丸賀連（写真家） - 寺泉憲
- 荒垣（京都府警京都西警察署 警部補） - 浅野和之
- 三俣東見（写真家・丸賀の元助手） - 大地真央

第9作「〜鬼・もう1人の女〜本庁のコロンボVS記憶の消えた殺人犯！脅迫状に印された赤い鬼!? DNA鑑定が暴く父娘の秘密」（2014年）
- 天見詩保（バイオエネルギー総合研究所 社長秘書・南条の義理の娘） - 大後寿々花（幼少期：藤川心優）
- 氏原ケイ（京都府警京都東警察署 刑事） - 原田夏希
- 南条温夫（バイオエネルギー総合研究所 社長） - 浜田晃
- 鬼頭徹（バイオエネルギー総合研究所 専務） - 遠山俊也
- トーマス澤口（心理学者） - 土井よしお
- 滝元信彦（京都中央警察病院 医師） - 石田登星
- 角村（京都府警京都東警察署 刑事） - 渡辺穣
- 天見司郎（詩保の実父・凛子の兄・13年前死亡） - 中川浩三
- リョージ（「ニコ」と遊んだ男） - 平野潤也
- 伊東（バイオエネルギー総合研究所 運転手） - 池田勝志
- 山瀬（京都府警京都東警察署 刑事） - 大石昭弘
- 藤井（京都府警京都東警察署 刑事） - 炭釜基孝
- 中沢（京都府警京都東警察署 刑事） - 戎哲史
- 田畑（京都府警京都東警察署 刑事） - 江村修平
- 凛子の助手 - 中村彩実、脇谷悠記子
- 天見都（詩保の実母・司郎と離婚した後再婚相手の南条とも離婚・去年 肺がんで死去） - 鈴川法子
- 南条彩女（バイオエネルギー総合研究所 副社長・南条の後妻・旧姓「尾仁」） - 原久美子（ノンクレジット）
- 八住（京都府警京都東警察署 警部補） - 小木茂光
- 涼風凛子（詩保の叔母・京都心理医科大学 教授・野呂盆六の昔の恋人） - 高橋惠子

第10作「〜盆六暁に死す！〜英国帰りの双子の兄と推理対決！解読不能!? 暗号37564の謎！動機なき殺人と必殺の拳銃トリックを暴け！」（2015年）
- 大当瓶五（野呂盆六の双子の兄・ミステリー作家） - 橋爪功（二役）
- 滝水美々奈（参議院議員候補・ミステリー作家・「マニアの会」メンバー） - 東風万智子
- 木曽レイカ（京都府警察 刑事） - 平山あや
- 大船豊（京都府警察 監察医） - 新井康弘
- 吉田一雄（京都府警察 刑事） - 小松和重
- 伊原堤（フリーライター・「マニアの会」メンバー） - 比留間由哲
- 雨宮小町（雑誌編集者・伊原の恋人・「マニアの会」メンバー） - 黒坂真美
- 平本喜八（元新聞記者） - 藤田宗久
- 芦屋邸の守衛 - 小川剛生
- 小松ミイ子（遥比の付き人） - 大平夏実
- 阿部（京都府警察 刑事） - 白井良次
- 矢崎（京都府警察 刑事） - 玉置祐也
- 小池（京都府警察 刑事） - 西村諭士
- 森田（京都府警察 刑事） - 炭釜基孝
- 脇谷（リポーター） - 脇谷悠記子（本人役）
- 小佐野洋元（京都地裁 元判事・ミステリー作家・「マニアの会」理事長） - 西田健
- 尾形伸輔（京都府警察 警部） - 小木茂光
- 芦屋遥比（祇園のクラブのママ・「マニアの会」メンバー） - 藤真利子

## スタッフ
- 原作・脚本 - 長坂秀佳
- 音楽 - 遠藤浩二
- 監督 - 藤嘉行
- プロデューサー - 柴田聡 (ABC)、岸岡孝治 (ABC)、奈良井正巳 (ABC)、森山浩一 (ABC)、飯田新 (ABC)、嶋村希保（松竹）、原克子（松竹）
- 制作協力 - 松竹撮影所
- 制作 - ABC、松竹

## 放送日程
- 第5作は2010年2月27日に放送する予定であったが、藤田まことの死去に伴い藤田主演の『京都殺人案内32』を先行して放送した。
- 第9作は『プロ野球マツダオールスターゲーム2014』第2戦中継が30分放送時間を延長したため、21:30 - 23:36に放送。

| 話数 | 放送日        | サブタイトル | 視聴率 |
| ---- | ------------- | --- | ------ |
| 1    | 2007年6月09日 | 〜スワンの涙〜 警視庁のコロンボ VS 美人編集者 私の人生を返して！悲しき女の完全犯罪！鉄壁のアリバイ工作をどう崩すのか!?                    | 14.0%  |
| 2    | 2008年4月19日 | 〜母という名の罠〜 大逆転！嘘か真実か？盆六最大の難事件！女優殺人！ 残雪の飛騨高山に響く悲しき女の叫び                                    | 13.6%  |
| 3    | 2009年1月17日 | 〜復讐の天使〜 百万ドルの夜景から届いた悪魔の連続殺人予告！ 天才vs美しく悲しき女刑事！12年前の秘密！                                      | 13.5%  |
| 4    | 7月18日       | 「わが子よ…」 救急病院の惨劇！美人外科医の悲しき完全犯罪！ 女の戦いで流れる熱い涙と復讐の矢！                                             | 12.0%  |
| 5    | 2010年6月12日 | 〜いい死旅立ち〜 富山・宇奈月温泉復讐殺人！ 難病の娘と父を奪った男を殺せ！哀しき美女の挑戦状                                              | 11.4%  |
| 6    | 2011年9月17日 | 哀しみ館の惨劇！ 殺しを見られた深窓令嬢に迫る姿なき脅迫者 青のトラウマの恐怖！千羽鶴に隠された美人母子の秘密                              | 13.5%  |
| 7    | 2013年3月16日 | 〜美しき母の伝説〜 ハイヒール連続殺人！雨の京都に忍び寄る謎の絞殺魔!? 35年前の怪事件に潜む驚愕の真実 美人プロファイラーVS盆六！           | 14.9%  |
| 8    | 8月10日       | 〜見知らぬ他人〜 悪女の完全犯罪！復讐殺人に潜む黒ネコの亡霊!? 犯行時刻に仕組まれたアリバイトリックの謎 空白の32分間に隠された裏切りの策略 | 10.7%  |
| 9    | 2014年7月19日 | 〜鬼・もう1人の女〜 本庁のコロンボVS記憶の消えた殺人犯！ 脅迫状に印された赤い鬼!? DNA鑑定が暴く父娘の秘密                                 | 10.4%  |
| 10   | 2015年9月19日 | 〜盆六暁に死す！〜 英国帰りの双子の兄と推理対決！ 解読不能!? 暗号37564の謎！動機なき殺人と必殺の拳銃トリックを暴け！                      | 12.2%  |

- 視聴率はビデオリサーチ調べ、関東地区・世帯